# Kradimus asflaensis
Kradimus asflaensis è un pesce osseo estinto, appartenente ai crossognatiformi. Visse nel Cretaceo superiore (Cenomaniano - Turoniano, circa 98 - 93 milioni di anni fa) e i suoi resti fossili sono stati ritrovati in Africa.

## Descrizione
Questo pesce possedeva un aspetto molto simile a quello di un odierno salmone o di una trota; il cranio era relativamente corto e armato di denti aguzzi lungo i margini delle mascelle. La lunghezza dell'animale era di circa 70 centimetri. 
La caratteristica più rilevante di Kradimus era data dall'insolita morfologia delle pinne pettorali e della pinna dorsale: quest'ultima era eccezionalmente allungata e alta, di dimensioni considerevolmente superiori rispetto a quella di forme affini quali Notelops; le pinne pettorali erano anch'esse eccezionalmente sviluppate, e superavano in lunghezza l'intero corpo dell'animale. La morfologia della pinna dorsale ricordava quella dell'attuale istioforo, o pesce vela, ma la parte anteriore della pinna era ancora più alta. Le pinne pettorali erano inserite ventralmente, in modo molto differente da quello degli attuali pesci volanti.

## Classificazione
Kradimus era un membro dei crossognatiformi, un gruppo di pesci teleostei tipici del Cretaceo, ma sopravvissuti fino all'Eocene con forme di grossa taglia (Platinx). La peculiare morfologia delle pinne di Kradimus rende incerta la sua collocazione all'interno del gruppo; in ogni caso, sembra che fosse un membro dei pachirizodontoidi (Pachyrhizodontoidea), il gruppo di crossognatiformi di grossa taglia tipici dei mari aperti del Cretaceo. È possibile che fosse un parente di Notelops del Cretaceo inferiore del Brasile. 
Kradimus asflaensis venne descritto per la prima volta nel 2020, sulla base di resti fossili ritrovati in Marocco, in terreni della formazione Akrabou nella zona di Asfla, risalenti al Cenomaniano/Turoniano.

## Paleoecologia
Sulla base del raffronto della morfologia delle pinne di Kradimus con quella delle pinne di altri pesci teleostei dotati di appendici variamente espanse (sia pesci "planatori" come gli Exocoetidae e i Thoracopteridae che quelli dal nuoto veloce come gli Istiophoridae), sembra improbabile che questo pesce le usasse nella locomozione. E' invece probabile che le pinne pettorali e la pinna dorsale di Kradimus, così vistose e appariscenti, fossero usate dall'animale in una qualche forma sconosciuta di display. In ogni caso, la morfologia del corpo e della dentatura di questo pesce indicano che Kradimus era un predatore.